# Song-Thanh-Naturschutzgebiet
Song Thanh ist mit einer Flächenausdehnung von etwa 2000 km² eines der größten Naturschutzgebiete in Vietnam.

## Topografie und Hydrologie
Das Schutzgebiet liegt in der Provinz Quang Nam in Zentralvietnam. Größtenteils besteht das Gebiet aus Bergen die teils Höhenlagen von über 1000 Meter erreichen. Der höchste Punkt befindet sich im Süden und liegt in Richtung des Kon Tum Plateau. 
Die Flüsse Dak Pring and Tam Paete entwässern das westliche Einzugsgebiet, welche dann nach Osten fließen und zum Boung-Fluss zusammenfließen. Der Süden und Osten des Schutzgebietes werden durch den Giang-Fluss entwässert, der ein Nebenarm des Cai-Flusses darstellt. Boung- und Cai Fluss fließen später dann zum Vu-Gia-Fluss zusammen, eines der größten Flusssysteme der Quang Nam Provinz.

## Flora und Fauna
Bis jetzt sind im Gebiet 831 Gefäßpflanzenarten bekannt, davon kommen 23 Arten nur in Vietnam vor. 
Laut ANON kommen an Wirbeltieren  53 Säugetier-, 44 Reptilien- und 21 Amphibienarten in Song Thanh vor. Diese Daten basieren jedoch teils auf Vermutungen, die mit Vorsicht zu genießen sind. Unter den vermuteten Tierarten kommt u. a. auch der Indochinesische Tiger vor.

## Gefährdung
Aufgrund der illegalen Entnahme von Brennholz, Abholzung, Goldsuche, Wanderfeldbau und Jagd wird beträchtlicher Druck auf das Schutzgebiet ausgeübt. Als Hauptgrund wird hier die ländliche Armut der Vorort ansässigen Bevölkerung angesehen, die zu einer großen Abhängigkeit hinsichtlich der natürlichen Ressourcen führt. Vorwiegend leben im Gebiet ethnische Minoritäten der Ka Tu, Gie-trieng und Mnong, welche zu den ärmsten Bevölkerungsgruppen Vietnams gehören. Im Westen des Gebietes wird gegenwärtig die Ho-Chi-Minh-Schnellstraße gebaut, um im Gegenzug die im Osten überlastete Nationalstraße 1 zu entlasten. Dies wird voraussichtlich zu einer weiteren Belastung und damit einer Verschlechterung des Schutzgebietes führen, bedingt durch Bevölkerungseinwanderung, Siedlungserweiterung sowie einer weiteren Zerstörung und Zerschneidung des Gebietes.